# Walter B. Jones

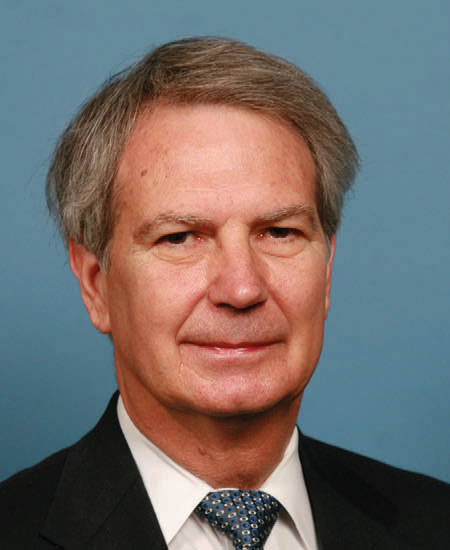
Walter B. Jones (um 2008)

Walter Beaman Jones Jr. (* 10. Februar 1943 in Farmville, Pitt County, North Carolina; † 10. Februar 2019 in Greenville, North Carolina) war ein amerikanischer Politiker. Von 1995 bis zu seinem Tod vertrat er für die Republikaner den 3. Kongresswahlbezirk North Carolinas im US-Repräsentantenhaus. Zuvor war er für die Demokraten Staatsabgeordneter North Carolinas gewesen.

## Familie, Ausbildung und Beruf
Walter Jones war der Sohn des gleichnamigen Kongressabgeordneten Walter Jones (1913–1992), der den 1. Kongresswahlbezirk North Carolinas im US-Repräsentantenhaus vertreten hatte. Der jüngere Jones besuchte bis 1961 die Hargrave Military Academy in Chatham (Virginia) und studierte danach bis 1966 am Atlantic Christian College, dem heutigen Barton College in Wilson. Zwischen 1967 und 1971 war Jones Mitglied der Nationalgarde von North Carolina.
Jones war mit Joe Anne Jones verheiratet; sie hatten eine Tochter. Er lebte privat in Farmville, einem Vorort von Greenville.
1974 konvertierte Jones zum Katholizismus, als ehemaliger Baptist. Sein Glaube prägte seine politischen Ansichten.

## Politische Laufbahn
Sein Vater Walter B. Jones Sr. hatte den Osten North Carolinas von 1966 bis 1992 im US-Repräsentantenhaus vertreten. Wie dieser schloss sich Walter B. Jones Jr. der Demokratischen Partei an; er war für diese fünf Legislaturperioden lang, zwischen 1983 und 1992, Mitglied im Repräsentantenhaus von North Carolina für Greene und Pitt County. Währenddessen betrieb er als Miteigentümer zwei kleine Unternehmen in Farmville. Häufig stellte er sich dabei gegen die Parteilinie, unter anderem, als er 1989 gemeinsam mit den Republikanern die Absetzung des demokratischen Speakers Liston Ramsey durchsetzte.
Nach dem Tod seines Vaters trat Walter B. Jones Jr. 1992 für die Nachfolge seines Sitzes im US-Repräsentantenhaus an, unterlag aber in der Vorwahl seiner Parteikollegin Eva Clayton. Daraufhin wechselte er zu den Republikanern und wurde bei der Wahl 1994 im 3. Kongresswahlbezirk North Carolinas in das US-Repräsentantenhaus in Washington, D.C. gewählt, ein Wahlbezirk, der größere Teile des früher von seinem Vater vertretenen Gebiets umfasste. Er trat am 3. Januar 1995 die Nachfolge Martin Lancasters an. Bei allen folgenden Wahlen wiedergewählt, übte er sein Mandat bis zu seinem Tod aus. Bei seiner letzten Wahl im November 2018 war er – als einziger Republikaner im Repräsentantenhaus – ohne Gegenkandidat der Demokraten ungefährdet wiedergewählt worden und hatte angekündigt, danach nicht mehr anzutreten.
Jones war zuletzt Mitglied im Streitkräfteausschuss und in zwei von dessen Unterausschüssen und war zuvor Mitglied im Finanzausschuss. Er sah sich als Diener seiner Wahlkreiseinwohner und bemühte sich nicht um Einflussmaximierung; so war er nie Vorsitzender eines Ausschusses.
Jones starb an seinem 76. Geburtstag, nachdem er aus Gesundheitsgründen seit September 2018 nicht mehr im Kongress anwesend gewesen war. Politiker beider großen Parteien würdigten Jones als einen unabhängigen, von seinen Überzeugungen getragenen, integren Politiker.

## Positionen
Jones galt als christlich-konservativ und stellte sich zuweilen gegen die Parteilinie, unter anderem, als er 2017 aus Sorge um die steigende Staatsverschuldung gegen die Steuersenkungspläne seiner Partei stimmte. Er setzte sich generell für fiskalpolitische Strenge ein.
Sein politischer Fokus lag auf der Verteidigungspolitik und auf dem Militär. Jones gilt als Urheber des nach 9/11 aufgebrachten Vorschlags, wegen der fehlenden Unterstützung der französischen Regierung im Krieg gegen den Terror die in den USA French Fries genannten Pommes frites in Freedom Fries (Freiheitsfritten) umzubenennen. Bei der Ermächtigung durch den Kongress stimmte Jones 2002 für den Irakkrieg, bereute dieses Entscheidung aber später öffentlich und kritisierte Präsident George W. Bush, dem er falsche Informationspolitik gegenüber dem Kongress vorwarf. Im Jahr 2007 war er einer von zwei republikanischen Abgeordneten, die einer Resolution zum Truppenabzug aus dem Irak zum 1. September 2008 zustimmten. Er unterschrieb über 11.000 Kondolenzbriefe an die Familien von Gefallenen aus diesem Krieg, was er selbst als Buße bezeichnete. Vor seinem Abgeordnetenbüro hängte er Bilder aller gefallenen Soldaten auf, die ab 2003 vom Camp Lejeune in seinem Wahlkreis aus ihren aktiven Dienst angetreten hatten.
Als Mitglied des Campaign Finance Reform Caucus setzte er sich dafür ein, den Einfluss von Spendern auf Wahlkämpfe zu beschränken, und kritisierte die Supreme-Court-Entscheidung Citizens United v. Federal Election Commission, die eine weitgehende Freigabe der Wahlkampffinanzierung bedeutete. Bereits in der Bundesstaatslegislative hatte er derartige Anliegen vertreten und sich 1992 dafür eingesetzt, Politiker ihrer Ämter zu entheben, wenn sie des Lügens im Wahlkampf überführt worden waren.

## Belege
1. ↑  Walter B. Jones Jr. | newsobserver.com projects. 9. Mai 2007, abgerufen am 5. August 2024.
2. ↑  Kate Sullivan: North Carolina Rep. Walter Jones dies at 76. In: CNN.com, 11. Februar 2019.
3. ↑  Brian Murphy: Walter Jones, congressman who worked to atone for his Iraq war vote, is dead at 76. In: The News & Observer, 10. Februar 2019.

| Personendaten    | Personendaten                          |
| ---------------- | -------------------------------------- |
| NAME             | Jones, Walter B.                       |
| ALTERNATIVNAMEN  | Jones, Walter Beaman Jr.               |
| KURZBESCHREIBUNG | amerikanischer Politiker               |
| GEBURTSDATUM     | 10. Februar 1943                       |
| GEBURTSORT       | Farmville, Pitt County, North Carolina |
| STERBEDATUM      | 10. Februar 2019                       |
| STERBEORT        | Greenville, North Carolina             |